# 小行星6802
小行星6802（6802 Cernovice）是一颗绕太阳运转的小行星，为主小行星带小行星。该小行星于1995年10月24日发现。

## 轨道参数
小行星6802的轨道半长轴为3.0527860 UA，离心率为0.248。